# Caralluma
Caralluma ist eine artenreiche, über 60 Arten, Unterarten und Varietäten umfassende Pflanzengattung der Unterfamilie Seidenpflanzengewächse (Asclepiadoideae), die früher meist als eigenständige Familie angesehen wurde, heute aber meist als Unterfamilie der Familie Hundsgiftgewächse (Apocynaceae) zugerechnet wird. Der Name wird aus dem arabischen qarh al-luhum = „Wunde im Fleisch“ abgeleitet.

## Merkmale
Die Arten der Gattung Caralluma sind ausdauernde stammsukkulente Pflanzen. Die glatten Triebe sind im Querschnitt vierrippig oder vierkantig und verjüngen sich rasch zur Sprossspitze hin. Die Rippen sind bei einigen Arten von Warzen unterbrochen. Die kleinen Blätter fallen schnell ab. 
Die Blüten stehen an langen und kahlen Blütenstielen einzeln oder in einem zymösen Blütenstand. Die zwittrigen, radiärsymmetrischen, fünfzähligen Blüten messen meist nur Durchmesser von wenigen Zentimeter mit einem doppelten Perianth. Die fünf Kelchblätter sind verwachsen. Die fünf Kronblätter sind flächig bis glockenförmig verwachsen mit flach-dreieckigen bis lang ausgezogen Kronzipfeln. Die Nebenkrone ist becherförmig und niedrig oder gestielt. Sie ist in staminale und interstaminale Nebenkrone gegliedert. Es sind zwei freie, oberständige Fruchtblätter vorhanden. Die schlanken, oft recht langen (9 bis 11 cm) Balgfrüchte sind paarig spitz- oder rechtwinkelig angeordnet. 

## Vorkommen
Diese Gattung ist in den tropischen und subtropischen Trockengebieten (arid) Asiens und Afrikas verbreitet.

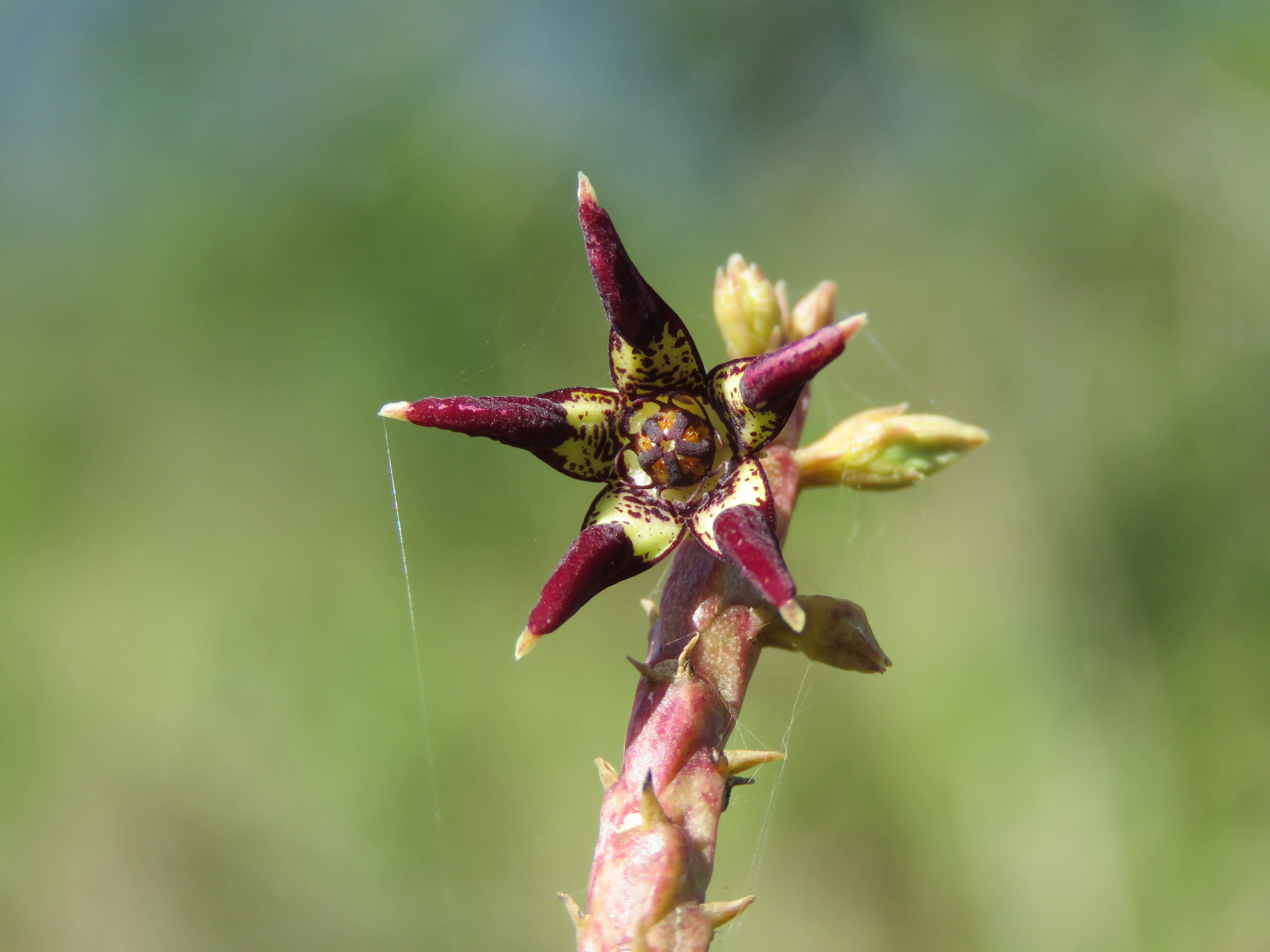
Caralluma adscendens var. bicolor

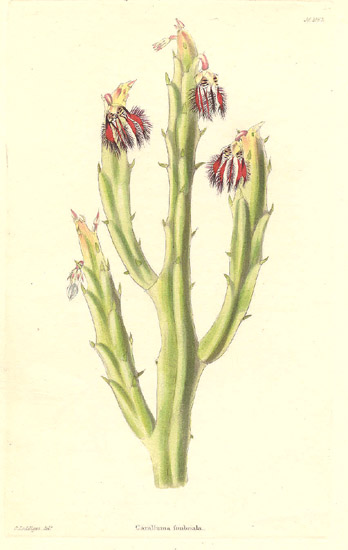
Caralluma fimbriata, Illustration

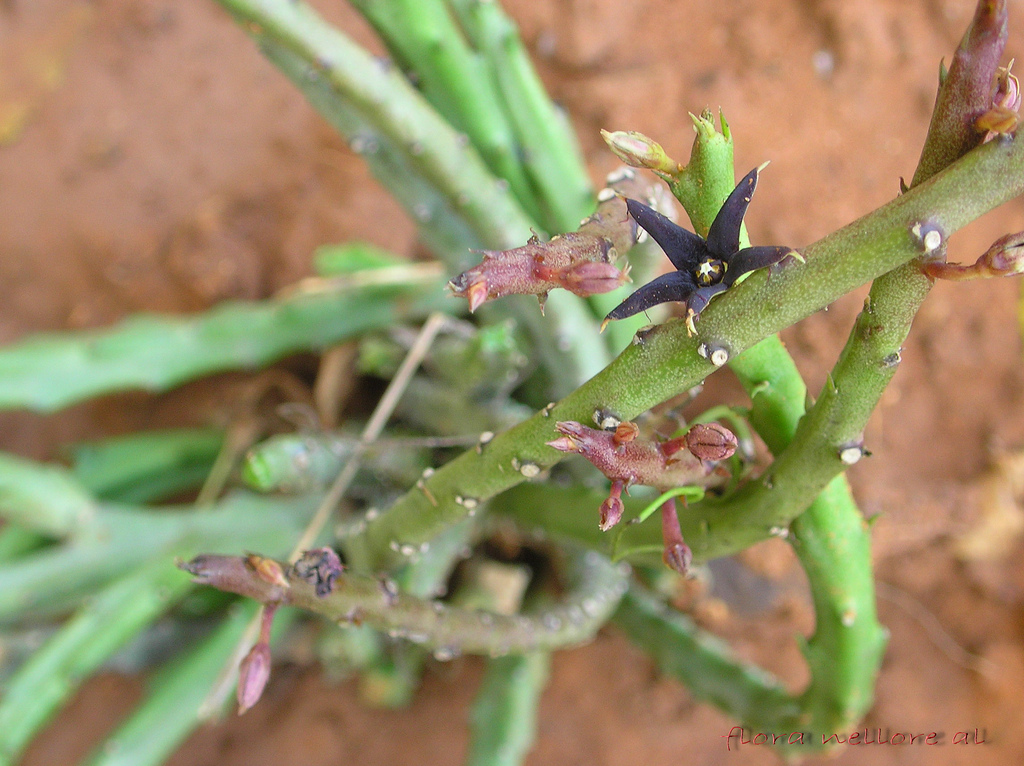
Caralluma stalagmifera

## Systematik
Die Systematik von Caralluma ist umstritten. So teilt sie Plowes 1995 in acht Gattungen auf.
Von Müller und Albers (Sukkulenten-Lexikon) wird eine Unterteilung der Gattung in vier Untergattungen, eventuell auch sechs Untergattungen oder Gattungen in Erwägung gezogen. Die Arten werden jedoch konservativ unter dem weitgefassten Gattungsnamen Caralluma beschrieben:
- Caralluma (Caralluma)
- Caralluma (Urmalcala)
- Caralluma (Boucerosia)
- Caralluma (Desmidorchis)
- Caralluma (Australluma)
- Caralluma (Caudanthera)

Hier eine Liste der Arten nach WCSP:
- Caralluma adscendens (Roxb.) Haw.: Mit vier Varietäten:
  - Caralluma adscendens var. adscendens: Sie kommt in Indien vor.[3]
  - Caralluma adscendens var. bicolor (V.S.Ramach., S.Joseph, H.A.John & Sofiya) Karupp., Ugraiah & Pull. (Syn.: Caralluma bicolor V.S.Ramach., S.Joseph, H.A.John & Sofiya): Sie kommt im indischen Bundesstaat Tamil Nadu vor.[3]
  - Caralluma adscendens var. carinata Gravely & Mayur.: Sie kommt im südlichen Indien vor.[3]
  - Caralluma adscendens var. gracilis Gravely & Mayur.: Sie kommt im südlichen Indien vor.[3]
- Caralluma arachnoidea (P.R.O.Bally) M.G.Gilbert. Mit zwei Varietäten:
  - Caralluma arachnoidea var. arachnoidea: Sie kommt vom südwestlichen Äthiopien bis zum nördlichen Tansania vor.[3]
  - Caralluma arachnoidea var. breviloba (P.R.O.Bally) M.G.Gilbert: Sie kommt vom südwestlichen Äthiopien bis Kenia vor.[3]
- Caralluma attenuata Wight (Syn.: Caralluma adscendens var. attenuata (Wight) Grav. & Mayur.): Sie kommt in Indien vor.[3]
- Caralluma baradii Lavranos: Sie kommt im zentralen Somalia vor.[3]
- Caralluma bhupinderiana J.S.Sarkaria: Sie kommt im südlichen Indien vor.[3]
- Caralluma bicolor V.S.Ramach., S.Joseph, H.A.John & Sofiya: Sie wurde 2011 aus dem indischen Bundesstaat Tamil Nadu erstbeschrieben.[3] Sie wird heute aber besser als Varietät zu Caralluma adscendens gestellt.[3]
- Caralluma congestiflora P.R.O.Bally: Sie kommt in Somalia vor.[3]
- Caralluma dalzielii N.E.Br.: Sie kommt vom westlichen tropischen Afrika bis zum Sudan vor.[3]
- Caralluma darfurensis Plowes: Sie kommt im Sudan vor.[3]
- Caralluma dicapuae (Chiov.) Chiov.: Sie kommt von Eritrea bis Kenia vor.[3]
- Caralluma dolichocarpa Schwartz: Sie kommt im südlichen Jemen vor.[3]
- Caralluma edwardsiae (M.Gilbert) M.G.Gilbert: Sie kommt im südlichen Äthiopien vor.[3]
- Caralluma fimbriata Wall. (Syn.: Caralluma adscendens var. fimbriata (Wall.) Gravely & Mayur.): Sie kommt in Indien, Sri Lanka und in Myanmar vor.[3]
- Caralluma flavovirens L.E.Newton: Sie kommt im südöstlichen Kenia vor.[3]
- Caralluma furta P.R.O.Bally: Sie kommt vom östlichen Äthiopien bis Somalia vor.[3]
- Caralluma geniculata (Gravely & Mayur.) Meve & Liede: Sie kommt in Tamil Nadu vor.[3]
- Caralluma gracilipes K.Schum.: Sie kommt vom östlichen Kenia bis ins nordöstliche Tansania vor.[3]
- Caralluma lamellosa M.G.Gilbert & Thulin: Sie kommt im nördlichen Somalia vor.[3]
- Caralluma longiflora M.G.Gilbert: Sie kommt vom südlichen Äthiopien bis ins nordöstliche Kenia vor.[3]
- Caralluma moniliformis P.R.O.Bally: Sie kommt im nördlichen Somalia vor.[3]
- Caralluma moorei Aditya: Sie wurde 2011 aus dem indischen Bundesstaat Odisha erstbeschrieben.[3]
- Caralluma mouretii A.Chev.: Sie kommt in Mauretanien vor.[3]
- Caralluma peckii P.R.O.Bally: Sie kommt von Äthiopien bis Kenia vor.[3]
- Caralluma petraea Lavranos: Sie kommt auf der südwestlichen Arabischen Halbinsel vor.[3]
- Caralluma plicatiloba Lavranos: Sie kommt auf der südwestlichen Arabischen Halbinsel vor.[3]
- Caralluma priogonium K.Schum.: Sie kommt in Äquatorial-Guinea und von Äthiopien bis ins nördliche Tansania vor.[3]
- Caralluma sarkariae Lavranos & R.M.I.Frandsen: Mit zwei Varietäten:
  - Caralluma sarkariae var. longipedicellata Aditya: Sie kommt im indischen Bundesstaat Tamil Nadu vor.[3]
  - Caralluma sarkariae var. sarkariae: Sie kommt im südlichen Indien vor.[3]
- Caralluma stalagmifera C.E.C.Fisch.: Sie kommt im südwestlichen Indien vor.[3]
- Caralluma subulata Forssk.: Sie kommt auf der südwestlichen Arabischen Halbinsel vor.[3]
- Caralluma turneri E.A.Bruce: Mit zwei Varietäten:
  - Caralluma turneri subsp. turneri: Sie kommt vom südlichen Äthiopien bis Kenia vor.[3]
  - Caralluma turneri subsp. ukambensis (P.R.O.Bally) L.E.Newton: Sie kommt in Kenia vor.[3]
- Caralluma vaduliae Lavranos: Sie kommt vom östlichen Äthiopien bis Somalia vor.[3]
- Caralluma wilhelmii Thulin: Die 2009 erstbeschriebene Art kommt im östlichen Äthiopien vor.[3]

Nach WCSP gehören folgende Arten, die nach Müller und Albers in Albers & Meve hierher gerechnet wurden, nicht mehr zu dieser Gattung:
- Caralluma acutangula (Decne.) N.E.Br. => Desmidorchis retrospiciens Ehrenb.
- Caralluma adenensis (Deflers) A.Berger => Desmidorchis adenensis (Deflers) Meve & Liede
- Caralluma arabica N.E.Br. => Desmidorchis arabica (N.E.Br.) Meve & Liede
- Caralluma awdeliana (Deflers) A.Berger => Desmidorchis awdeliana (Deflers) Meve & Liede
- Caralluma cicatricosa (Deflers) N.E.Br. => Monolluma cicatricosa (Deflers) Plowes
- Caralluma crenulata Wall. => Boucerosia crenulata (Wall.) Wight & Arn.
- Caralluma diffusa (Wight) N.E.Br. => Boucerosia diffusa Wight
- Caralluma edithiae N.E.Br. => Desmidorchis edithiae (N.E.Br.) Plowes
- Caralluma edulis (Edgew.) Benth. ex Hook.f. => Caudanthera edulis (Edgew.) Meve & Liede
- Caralluma faucicola Bruyns[4] => Apteranthes faucicola (Bruyns) Plowes
- Caralluma flava N.E.Br. => Desmidorchis flava (N.E.Br.) Meve & Liede
- Caralluma foetida E.A.Bruce => Desmidorchis foetida (E.A.Bruce) Plowes
- Caralluma frerei G.D.Rowley => Boucerosia frerei (G.D.Rowley) Meve & Liede
- Caralluma hexagona Lavranos => Monolluma hexagona (Lavranos) Meve & Liede
- Caralluma indica (Wright & Arn.) N.E.Br. => Boucerosia indica (Wight & Arn.) Plowes
- Caralluma lavrani Rauh & Wertel => Desmidorchis lavrani (Rauh & Wertel) Meve & Liede
- Caralluma mireillae Lavranos => Caudanthera mireillae (Lavranos) Plowes
- Caralluma pauciflora (Wight) N.E.Br. => Boucerosia pauciflora Wight
- Caralluma penicillata (Deflers) N.E.Br. => Desmidorchis penicillata (Deflers) Plowes
- Caralluma peschii Nel => Australluma peschii (Nel) Plowes
- Caralluma procumbens Gravely & Mayuranathan => Boucerosia procumbens (Gravely & Mayur.) Plowes
- Caralluma quadrangula (Forssk.) N.E.Br. => Monolluma quadrangula (Forssk.) Plowes
- Caralluma sinaica (Decne.) Bentham & Hooker => Caudanthera sinaica (Decne.) Plowes
- Caralluma socotrana (Balf.f.) N.E.Br. => Monolluma socotrana (Balf.f.) Meve & Liede
- Caralluma solenophora Lavranos => Monolluma solenophora (Lavranos) Meve & Liede
- Caralluma somalica N.E.Br. => Desmidorchis somalica (N.E.Br.) Plowes
- Caralluma speciosa (N.E.Br.) N.E.Br. => Desmidorchis speciosa (N.E.Br.) Plowes
- Caralluma umbellata Haw. => Boucerosia umbellata (Haw.) Wight & Arn.

## Weiterführende Literatur
- Peter V. Bruyns, Amina al Farsi, Terry Hedderson: Phylogenetic relationships of Caralluma R. Br. (Apocynaceae). In: Taxon. Band 59, Nummer 4, 2010, S. 1031–1043. Researchgate, JSTOR.